# Wabua crediton
Wabua crediton là một loài nhện trong họ Stiphidiidae.
Loài này thuộc chi Wabua. Wabua crediton được V. T. Davies miêu tả năm 2000.